# 沃爾夫岡·卡普
沃尔夫冈·卡普（德語：Wolfgang Kapp；1858年7月24日—1922年6月12日）生於美國紐約市，是德国东普鲁士的公务员和记者。他是一个严谨的民族主义者。1920年，卡普政变在魏玛共和国发生。他当时是政变名义上的首脑，故此后世以他的姓氏为此政变命名。
政变失败后，卡普被迫逃离德国，到达瑞典。
他流亡两年后，在1922年4月返回德国。不久，他因癌症在莱比锡逝世。